# Stenus bipunctatus
Stenus bipunctatus är en skalbaggsart som beskrevs av Wilhelm Ferdinand Erichson. I den svenska databasen Dyntaxa används istället namnet Stenus comma. Stenus bipunctatus ingår i släktet Stenus och familjen kortvingar. Arten är reproducerande i Sverige. Inga underarter finns listade i Catalogue of Life.